# Іскир (Варненська область)
І́скир (болг. Искър) — село у Варненській області Болгарії. Входить до складу общини Вилчий Дол.

## Населення
За даними перепису населення 2011 року у селі проживали 102 особи.
Національний склад населення села:
| Національність   | Кількість осіб | Відсоток |
| ---------------- | -------------- | -------- |
| болгари          | 70             | 95,9%    |
| цигани           | 3              | 4,1%     |
| турки            | 0              | 0%       |
| інша             | 0              | 0%       |
| не визначились   | 0              | 0%       |
| Всього відповіли | 73             |          |

Розподіл населення за віком у 2011 році:
Динаміка населення: